# 山崎智之
山崎 智之（やまざき ともゆき、1970年 - ）は、音楽ライター。東京都在住。

## 人物
東京都出身であるがベルギー、オランダ、チェコスロバキア、イギリスと海外で育った。早稲田大学政治経済学部政治学科卒業後、一般企業勤務を経て1994年に音楽ライターになる。ミュージシャンを中心に1,000以上のインタビューを行い、雑誌や書籍、CDライナーノーツなどで執筆活動を行う。『ロックで学ぶ世界史』『ダークサイド・オブ・ロック』『激重轟音メタル・ディスク・ガイド』『ロック・ムービー・クロニクル』などを総監修・執筆している。英検1級、TOEIC945点を取得している。

## 著書
- 『ポップ・ワイドショー』洋泉社、2002年。ISBN 4862480551。
- 『ロック・ムービー・クロニクル』音楽出版社、2004年。ISBN 4862480551。
- 『ダークサイド・オブ・ロック』洋泉社、2006年。ISBN 4896919548。
- 『ダークサイド・オブ・ロック2』洋泉社、2006年。ISBN 4862480551。

## 関連人物
- 川嶋未来
- 平野和祥